# 1800 год в литературе

## Книги
- «Мария Стюарт» — пьеса Фридриха Шиллера.
- «Замок Рэкрент» (англ. Castle Rackrent) — роман британской писательницы Марии Эджуорт. Считается одним из лучших её произведений и первым ирландским романом.
- «Царь, или Освобождённый Новгород» — эпическая поэма Михаила Хераскова.

## Родились
- 2 марта — Евгений Абрамович Баратынский, русский поэт (умер в 1844).
- 10 марта — Виктор Эйм Хабер, немецкий социальный реформатор, туристический писатель и историк литературы (умер в 1869).
- 31 марта — Осип Иванович Сенковский («Барон Брамбеус»), писатель, ориенталист, редактор (умер в 1858).
- 23 июня — Шарлотта Бирх-Пфайффер, немецкая актриса и писательница (умерла в 1868).
- 22 июля — Якоб Лорбер, австрийский писатель и музыкант (умер в 1864).
- 8 августа — Карл-Август Шиммер, австрийский писатель (умер в 1853).
- 12 сентября — Фридрих фон Юхтриц, немецкий писатель, поэт, драматург (умер в 1875).
- 27 сентября — Людвиг Адольф Спаш, французский прозаик (умер в 1879).
- 23 ноября — Михаил Петрович Погодин, русский историк и писатель (умер в 1875).
- 17 декабря — Гергей Чучор, венгерский поэт (умер в 1866).

## Скончались
- 25 апреля — Уильям Купер (William Cowper), английский поэт (родился в 1731).
- Шейдаи, туркменский поэт XVIII века.